# Марк Рюте
Марк Рюте (на нидерландски: Mark Rutte, МФА: ['mɑrk 'rʏtə]) е нидерландски политик от Народната партия за свобода и демокрация (НПСД) и неин лидер.

## Биография
Марк Рюте е роден на 14 февруари 1967 година в Хага. От 1988 година участва активно в младежката организация на консервативно либералната НПСД. През 1992 година завършва история в Лайденския университет, след което работи в отдела за човешки ресурси на Юниливър.
През 2002 година Рюте става държавен секретар по социалните въпроси и заетостта в първото правителство на Ян Петер Балкененде, като запазва този пост и във втория му кабинет, съставен през 2003 година. От 2004 година е държавен секретар по образованието, науката и културата.
През 2006 година Марк Рюте става лидер на НПСД и напуска правителството, оглавявайки парламентарната група на партията. Под негово ръководство на парламентарните избори през 2010 година тя печели най-голям брой депутатски места. Рюте оглавява правителство на малцинството в коалиция с партията Християндемократически апел. На предсрочните избори през септември 2012 година НПСД увеличава резултата си и отново е първа парламентарна сила. На 5 ноември Марк Рюте съставя втори кабинет в коалиция с Партията на труда.
От 1 октомври 2024 г. става главен секретар на НАТО.